# Sergej Paradzjanov
Sergej Paradzjanov (Armeens: Սարգիս Հովսեփի Փարաջանյան, Sarkis Hovsepi Paradzjanjan; Russisch: Сергей Иосифович Параджанов, Sergej Iosifovitsj Paradzjanov) (Tbilisi, 9 januari 1924 – Jerevan, 20 juli 1990) was een Armeens regisseur en kunstenaar.
Paradzjanov vond zijn eigen filmstijl uit die sterk afweek van het socialistische realisme, de enige toegelaten kunststijl in de Sovjet-Unie. Verschillende van zijn films werden daarom verboden en hijzelf werd herhaaldelijk opgesloten door de Russische autoriteiten.
Paradzjanov begon zijn carrière als regisseur in 1954, maar zijn hele oeuvre voor 1964 bestempelde hij later zelf als 'rommel'. Met de regie van de film De vuurpaarden (1964) brak hij internationaal door. Met die bekendheid begon ook de vervolging door het Sovjetregime.
Vrijwel al zijn filmprojecten in de periode 1965 tot 1973 werden in de Sovjet-Unie verboden, afgekeurd of voortijdig afgeblazen. In 1973 werd hij gearresteerd op beschuldiging van verkrachting, homoseksualiteit en afpersing. Paradzjanov bleef opgesloten tot 1977, ondanks protesten van verschillende gezaghebbende kunstenaars.
Zelfs na zijn vrijheid was hij persona non grata in de Sovjet-Unie. Pas in het midden van de jaren tachtig kon hij opnieuw regisseren. Toch had hij zelfs toen nog de hulp nodig van de invloedrijke Georgische acteur Dodo Abasjidze om zijn films voorbij de censuurcommissie te krijgen. De gezondheid van Paradzjanov was aanzienlijk achteruitgegaan door jarenlange opsluiting. Hij stierf aan longkanker in 1990 op het ogenblik dat zijn films eindelijk konden worden getoond op internationale filmfestivals.

## Filmografie (selectie)
- 1964: De vuurpaarden (Oekraïens: Тіні забутих предків, Tini zaboetych predkiv)
- 1968: De kleur van granaatappels (Armeens: Նռան գույնը, Nran goejne)
- 1984: De legende van het fort Soeram (Georgisch: ამბავი სურამის ციხისა, Ambavi Soeramis tsichitsa)
- 1988: Asjik Kerib (Georgisch: აშიკი ქერიბი, Asjik Kerib)